# Seitaro Ichinohe
Seitaro Ichinohe –en japonés, 一戸誠太郎, Ichinohe Seitaro– (25 de enero de 1996) es un deportista japonés que compite en patinaje de velocidad sobre hielo.
Ganó una medalla de bronce en el Campeonato Mundial de Patinaje de Velocidad sobre Hielo de 2020 y una medalla de plata en el Campeonato Mundial de Patinaje de Velocidad sobre Hielo en Distancia Individual de 2020.

## Palmarés internacional
| Campeonato Mundial                         | Campeonato Mundial              | Campeonato Mundial | Campeonato Mundial      |
| Año                                        | Lugar                           | Medalla            | Prueba                  |
| ------------------------------------------ | ------------------------------- | ------------------ | ----------------------- |
| 2020                                       | Hamar (Noruega)                 | Medalla de bronce  | Clasificación general   |
| Campeonato Mundial en Distancia Individual |                                 |                    |                         |
| Año                                        | Lugar                           | Medalla            | Prueba                  |
| 2020                                       | Salt Lake City (Estados Unidos) | Medalla de plata   | Persecución por equipos |